# Яак Йоерюут
Яак Йоерюут (9 грудня 1947, Таллінн) — естонський письменник і політик та дипломат. Член Спілки письменників Естонії та Естонського ПЕН-клубу. Міністр оборони Естонії (2004—2005). Постійний представник Естонії при Організації Об'єднаних Націй (2004—2005).

## Життєпис
Народився 9 грудня 1947 року у Таллінні. У 1973 році закінчив економічний факультет в Талліннському політехнічному інституті.
З 1970 по 1976 рік був редактором у різних газетах, видавництвах і бібліотеках, а з 1977 по 1989 — у Спілці письменників Естонської РСР. У 1989/90 ненадовго був заступником міністра культури Естонської Республіки.
У 1991 році — на дипломатичній роботі в МЗС Естонії.
У 1993—1997 рр. — Надзвичайний і Повноважний Посол Естонії у Фінляндії
У 1998—2002 рр. — Надзвичайний і Повноважний Посол Естонії в Італії (також акредитований на Мальті та Кіпрі).
У 2006—2011 рр. — Надзвичайний і Повноважний Посол Естонії в Латвії.
У 2011—2014 рр. — Надзвичайний і Повноважний Посол Естонії в Швеції.
У 2002—2004 рр. — інспектор Міністерства закордонних справ Естонії.
У 2004—2005 рр. — Постійний представник Естонії при Організації Об'єднаних Націй

## Автор книг
Першими його публікаціями були вірші в 1975 році. Всього публікацій до цього часу: двотомник (Райсакуллід 1982-85), спогади про перебування в Римі, 6 томів оповідань, 4 томи поезій і 2 дитячі книжки.